# شرانتون-لو-پون
شهر شَرانتُن-لو-پُن (به فرانسوی: Charenton-le-Pont) در شهرستان ول-دو-مرن در ناحیه ایل-دو-فرانس با جمعیت ۲۸٬۳۹۵ نفر در کشور فرانسه واقع شده‌است.